# Molfetta
Molfetta es una localidad italiana de la provincia de Bari, región de Apulia, con 59.905 habitantes.

## Evolución demográfica
| Gráfica de evolución demográfica de Molfetta entre 1861 y 2001 |
|                                                                |
| Fuente ISTAT - elaboración gráfica de Wikipedia                |

## Geografía
Molfetta, con vistas al Mar Adriático, se encuentra a 25 kilómetros  al noroeste de Bari, atrapados entre Bisceglie norte oeste y Giovinazzo al sureste, casi baricéntrico posición respecto de la evolución de la costa adriática de Apulia.
Construido originalmente en la isla de San Andrew área urbanizada que  tiene una línea de costa de unos 3,5 km al este y al oeste en comparación con el centro.
El territorio se extiende tierra adentro Murgia, y también limita con la ciudad de Terlizzi en el sur. Desde el punto de vista geomorfológico, son los bancos de piedra caliza del Cretácico inferior.

### Escudo
El emblema de la ciudad de Molfetta es una banda de color blanco o plata en la que están tallados los lettersSPQM, que significa S'enatus - P ' opulus-Que - Melphictiensis, todo ello sobre un fondo rojo con el apoyo de dos ramas (el árbol de olivo a la derecha y luego a la izquierda). El extremo superior, está la corona de la ciudad representada por una muralla y torres de ocho torre , de los cuales cinco son visibles.
La definición de SPQM cumple con su correlativo "SPQR" es el  emblema de la ciudad de Roma y fue introducido en la cresta de la 1911 en el orden de la administración municipal encabezada por el alcalde flor feliz .

## Monumentos y lugares de interés

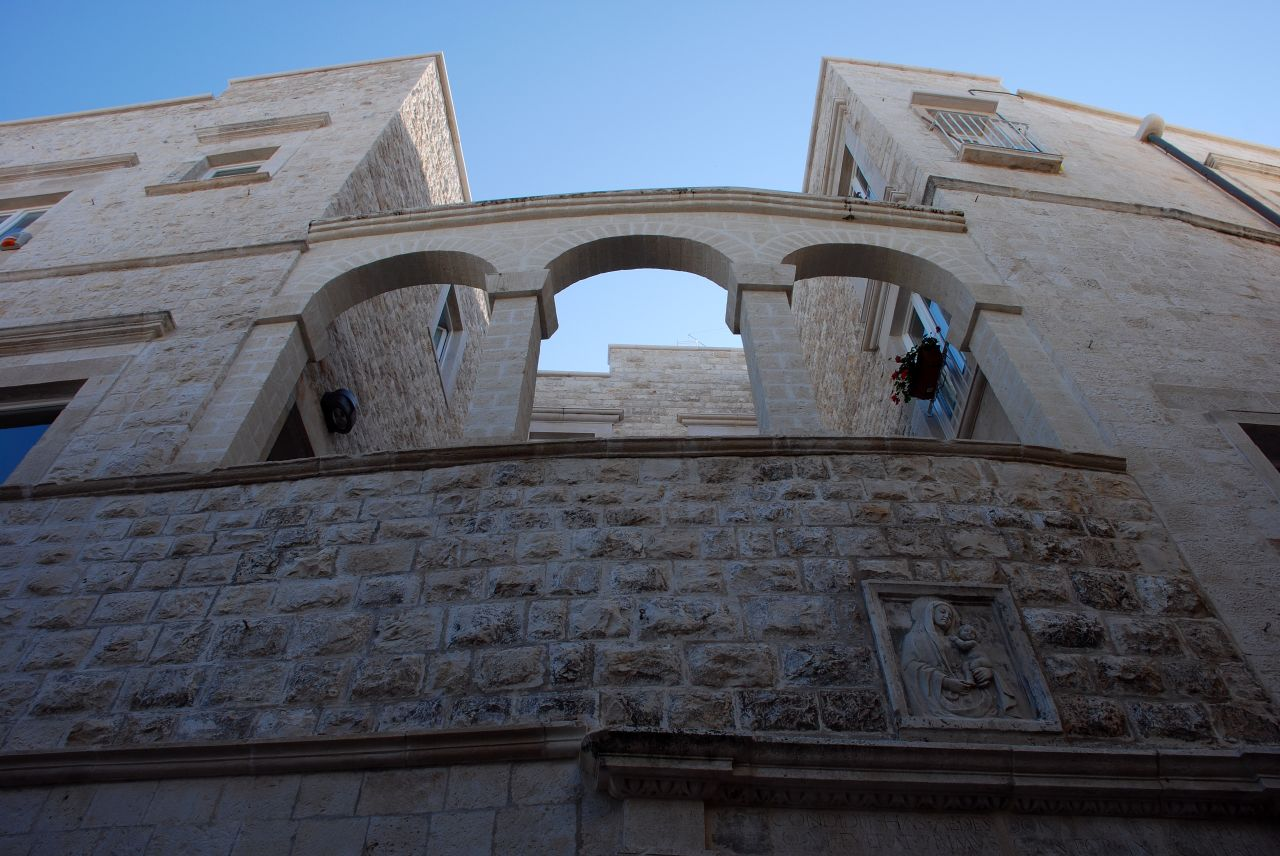
La Plaza de Borgo.

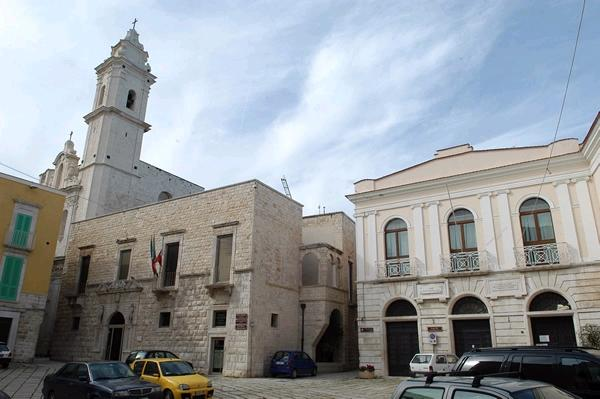
Plaza del Municipio.

Entre la belleza natural para ser admirados en la ciudad de Apulia, es sin duda la Plaza  Molfetta , forma sub-circular, con diámetros que van desde un mínimo de 170 a un máximo de unos 180 metros , un perímetro de más de 500 metros y una profundidad de unos 30 metros en el punto de mayor diferencia. Además se encontraron los restos de un poblado neolítico: resultados de la zona vienen, jarrones especialmente Neolítico, herramientas primitivas  y restos humanos también  que datan a Edad de Piedra antes, y también (más tarde) Edad de Bronce.
El núcleo de esta antigua isla de Santa Andrea forma la primera ciudad  del  siglo III y se caracteriza por un diseño de espina de pez único: aquí está La Catedral de San Conrado,  la iglesia más grande con  el eje de cúpulas en Rumania Apulia coronada por dos campanarios, construida entre el  XI y siglo XII. También en el centro histórico se encuentra  del  barroco la Iglesia de San Pedroconstruida sobre una iglesia románica anterior.  En las afueras de las murallas se encuentra la magnífica Catedral  Assunta,  convento de los jesuitas, donde se colocan los huesos de la patrona de la ciudad San Conrado, con el busto en plata y oro de la escuela napolitana. Se encuentra una  gran pintura de la famosa Corrado Giaquinto, molfettan pintor de siglo XVII, que se llama Pinacoteca Provinciale di Bari.